# Pide
La pide és una preparació d'origen turc a base de massa semblant a una coca oberta. El mot pide en turc vol dir pa pla. Sovint té forma arrodonida amb les vores girades.

## Elaboració
Per a sis persones es necessiten cinc tasses de farina de força, dos ous sencers, un rovell d'ou, quatre cullerades de mantega, dues culleradetes de llevat, dues culleradetes de llet, una de sal i una de sucre.
Feu un volcà amb la farina. Dissoleu el sucre i el llevat en la llet i aboqueu-la al centre del volcà. Afegiu també la mantega estovada, dos ous i la sal. Amasseu, feu una bola i deixeu-la pujar durant una hora. Dividiu la massa en sis trossos i aplaneu-la fins que tingui mig centímetre de gruix, donant-li forma circular o ovalada. Prepareu la guarnició i esteneu-la per sobre de tota la superfície. Plegueu uns dos centímetres de les vores cap al centre, de manera que cobreixi una petita part de la guarnició. Feu apujar de nou les pides, millor sí és en un lloc més aviat calent. Pinteu la superfície de les vores amb el rovell d'ou batut. Coeu-les a forn mitjà fins que estiguin daurades.
Si les voleu toves, heu de deixar-les reposar uns cinc minuts en un lloc tancat, en una cassola, per exemple. Si les preferiu cruixents, unteu-les lleugerament amb una mica de mantega i mengeu-les immediatament.

### Guarnició de carn picolada
És la més típica, la pide de carn picada en turc es diu kıymalı pide.
Per a sis persones es fa servir un quart de quilo de carn de bé picada, una ceba, mantega, julivert, sal i pebre. Piqueu les cebes i enrossiu-les en una paella amb una mica de mantega, afegiu la carn picada, saleu i coeu fins que la carn estigui cuita i hagi absorbit tot el líquid. Afegiu el julivert picat, una mica de pebre negre i mescleu.

### Guarnició de formatge blanc
És també fàcil de trobar, en turc es diu peynirli pide.
Xafeu amb una forquilla dos-cents grams de formatge blanc, afegiu un ou batut (o bé una clara d'ou batuda), bastant julivert picat i, si voleu, fonoll picat. Mescleu bé. És important xafar amb la forquilla perquè amb el túrmix la textura queda diferent.

### Guarnició de formatge i ou ferrat

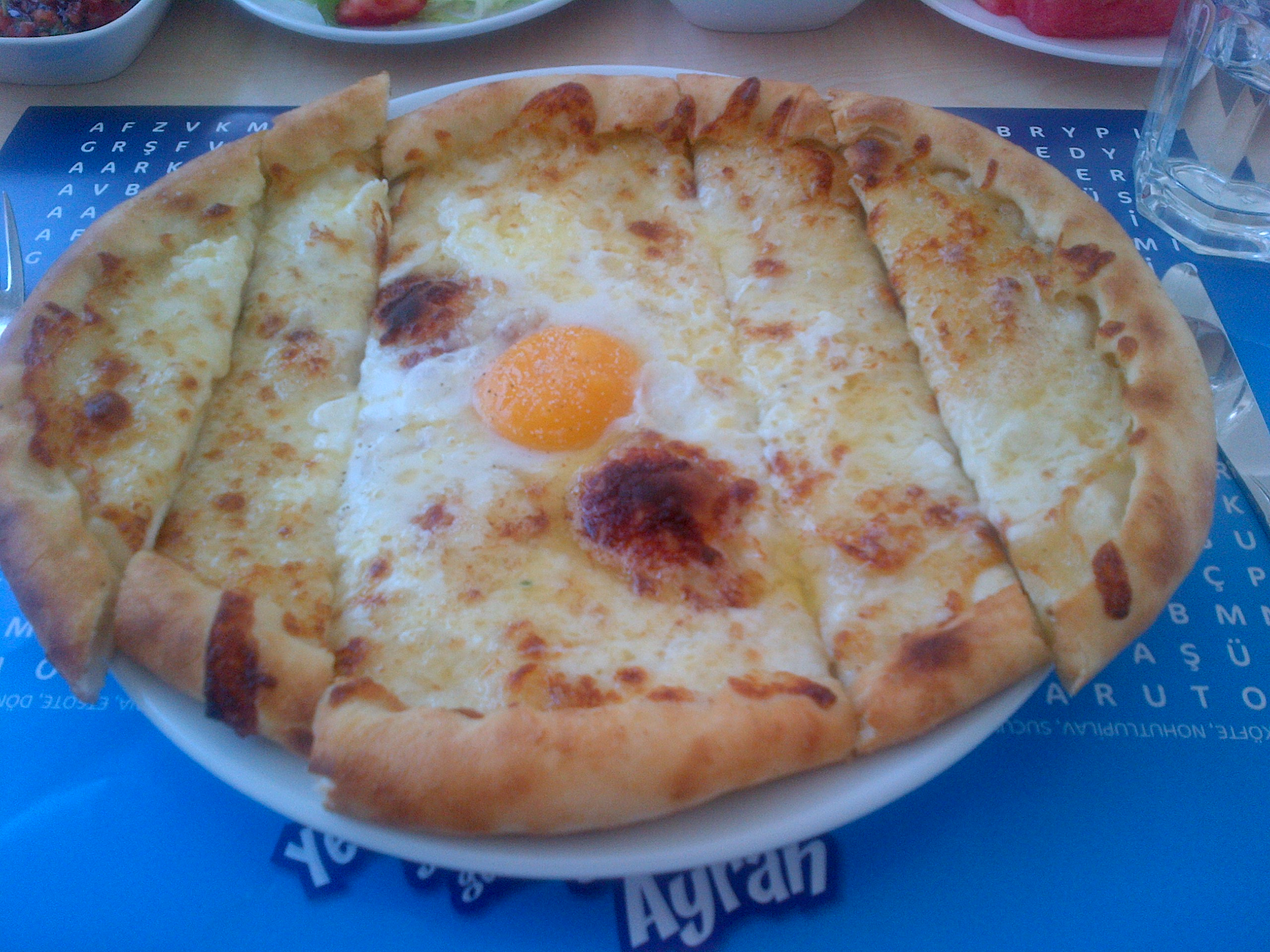
Pide amb ou ferrat i formatge fos dels forns de la Regió de la Mar Negra.

(Vegeu la imatge)